# Lucius Tarquinius Priscus
Lucius Tarquinius Priscus, eller Tarquin den Ældre, var den femte legendariske konge af Rom og den første i dets etruskiske dynasti. Han regerede i otteogtredive år. Tarquinius udvidede den romerske magt gennem militære erobringer og store arkitektoniske byggerier. Hans hustru var profetinden Tanaquil.
Ikke meget er kendt om Lucius Tarquinius Priscus' tidlige liv. I henhold til Livius kom Tarquin fra Etrurien. Livius hævder, at hans oprindelige etruskiske navn var Lucumo, men da lucumo er den latiniserede form af det etruskiske ord lauchume "konge", er der grund til at tro, at hans navn og titel er blevet forvekslet i den officielle overlevering. Efter at have arvet hele sin fars formue forsøgte Lucius at opnå et politisk embede. Han blev dog forhindret i at opnå et politisk embede i Tarquinii på grund af hans fars, Demaratus', etniske baggrund, da denne kom fra den græske by Korinth. Som følge af dette rådede hans hustru Tanaquil ham til at flytte til Rom. Legenden fortæller, at da han ankom til Rom i en stridsvogn, tog en ørn hans hjelm, fløj væk og returnerede den derefter til hans hoved. Tanaquil – som var dygtig indenfor profeti – tolkede dette som et varsel om hans fremtidige storhed. I Rom opnåede han respekt gennem sin høflighed. Kong Ancus Marcius lagde mærke til Tarquinius og udnævnte ham i sit testamente til værge for sine egne sønner.